# 가유파실습생
《가유파실습생》(加油吧实习生) 2015년 방송되었던 중국의 드라마이다.

## 소개
- 대학 졸업생들의 훌륭한 성인으로서의 성장과 달콤한 사랑 이야기를 그린 드라마

## 등장 인물
- 자오리잉 - 송난 역
- 정카이 - 장성 역
- 차이원징 - 주격격 역
- 정가빈 (Justin Chung) - 자오샤오천 역
- 부정 (付静) - 영파랍 역
- 왕지훤 (王祉萱) - 고온약한 역
- 차효 (车晓) - 학민 역
- 정쩌스 - 궈화잉 역
- 위샤오웨이 - 왕쓰위안 역